# Martin Atkinson
Martin Atkinson, född 31 mars 1971, är en engelsk fotbollsdomare som dömer i Premier league och för FIFA. Han dömde sin första Premier league-match 18 september 2004 när Crystal Palace FC mötte Manchester City.